# Liste der olympischen Medaillengewinner aus Jordanien
Das Nationale Olympische Komitee al-Ladschna al-ulimbiyya al-urdunniyya wurde 1957 gegründet und 1963 vom Internationalen Olympischen Komitee aufgenommen.

## Medaillenbilanz
Bislang konnten vier Sportler aus Jordanien vier olympische Medaillen erkämpfen (1 × Gold, 2 × Silber und 1 × Bronze).
| Jordanien bei den Olympischen Sommerspielen                                    | Jordanien bei den Olympischen Sommerspielen | Jordanien bei den Olympischen Sommerspielen | Jordanien bei den Olympischen Sommerspielen | Jordanien bei den Olympischen Sommerspielen | Jordanien bei den Olympischen Sommerspielen |      | Jordanien bei den Olympischen Winterspielen | Jordanien bei den Olympischen Winterspielen | Jordanien bei den Olympischen Winterspielen | Jordanien bei den Olympischen Winterspielen | Jordanien bei den Olympischen Winterspielen | Jordanien bei den Olympischen Winterspielen |
| Jahr                                                                           | Gold                                        | Silber                                      | Bronze                                      | Gesamt                                      | Rang                                        | Jahr | Gold                                        | Silber                                      | Bronze                                      | Gesamt                                      | Rang                                        |                                             |
| 1980                                                                           | 0                                           | 0                                           | 0                                           | 0                                           |                                             |      | 1980                                        | –                                           | –                                           | –                                           | –                                           | –                                           |
| 1984                                                                           | 0                                           | 0                                           | 0                                           | 0                                           |                                             |      | 1984                                        | –                                           | –                                           | –                                           | –                                           | –                                           |
| 1988                                                                           | 0                                           | 0                                           | 0                                           | 0                                           |                                             |      | 1988                                        | –                                           | –                                           | –                                           | –                                           | –                                           |
| 1992                                                                           | 0                                           | 0                                           | 0                                           | 0                                           |                                             |      | 1992                                        | –                                           | –                                           | –                                           | –                                           | –                                           |
| 1996                                                                           | 0                                           | 0                                           | 0                                           | 0                                           |                                             |      | 1994                                        | –                                           | –                                           | –                                           | –                                           | –                                           |
| 2000                                                                           | 0                                           | 0                                           | 0                                           | 0                                           |                                             |      | 1998                                        | –                                           | –                                           | –                                           | –                                           | –                                           |
| 2004                                                                           | 0                                           | 0                                           | 0                                           | 0                                           |                                             |      | 2002                                        | –                                           | –                                           | –                                           | –                                           | –                                           |
| 2008                                                                           | 0                                           | 0                                           | 0                                           | 0                                           |                                             |      | 2006                                        | –                                           | –                                           | –                                           | –                                           | –                                           |
| 2012                                                                           | 0                                           | 0                                           | 0                                           | 0                                           |                                             |      | 2010                                        | –                                           | –                                           | –                                           | –                                           | –                                           |
| 2016                                                                           | 1                                           | 0                                           | 0                                           | 1                                           | 54                                          |      | 2014                                        | –                                           | –                                           | –                                           | –                                           | –                                           |
| 2020                                                                           | 0                                           | 1                                           | 1                                           | 2                                           | 74                                          |      | 2018                                        | –                                           | –                                           | –                                           | –                                           | –                                           |
| 2024                                                                           | 0                                           | 1                                           | 0                                           | 1                                           | 74                                          |      | 2022                                        | –                                           | –                                           | –                                           | –                                           | –                                           |
| Gesamt                                                                         | 1                                           | 2                                           | 1                                           | 4                                           |                                             |      | Gesamt                                      | 0                                           | 0                                           | 0                                           | 0                                           |                                             |
| \| \| Gold \| Silber \| Bronze \| Gesamt \| \| Ges. S+W \| 1 \| 2 \| 1 \| 4 \| |                                             |                                             |                                             |                                             |                                             |      |                                             |                                             |                                             |                                             |                                             |                                             |
|                                                                                | Gold                                        | Silber                                      | Bronze                                      | Gesamt                                      |                                             |      |                                             |                                             |                                             |                                             |                                             |                                             |
| Ges. S+W                                                                       | 1                                           | 2                                           | 1                                           | 4                                           |                                             |      |                                             |                                             |                                             |                                             |                                             |                                             |

## Medaillengewinner
- Ahmad Abughaush – Taekwondo (1-0-0)
Rio de Janeiro 2016: Gold, Federgewicht (bis 68 kg), Männer

- Abdelrahman Al-Masatfa – Karate (0-0-1)
Tokio 2020: Bronze, Kumite (bis 67 kg), Männer

- Saleh Al-Sharabaty – Taekwondo (0-1-0)
Tokio 2020: Silber, Mittelgewicht (bis 80 kg), Männer

- Zaid Kareem – Taekwondo (0-1-0)
Paris 2024: Silber, Federgewicht (bis 68 kg), Männer